# Metallo
Metallo (John Corben) é um supervilão fictício de histórias em quadrinhos publicadas pela DC Comics, comumente servindo como um adversário do Superman. Metallo foi criado por Robert Bernstein e Al Plastino para a revista Action Comics, número 252, de maio de 1959; edição que também marcou a estréia da Supergirl da Era de Prata.
Metallo é geralmente retratado como um ciborgue com uma fonte de energia de kryptonita, que ele usa como uma arma contra o Superman. Originalmente, Metallo era John Corben, que quase morreu em um acidente de carro. Logo em seguida,Lex Luthor pegou-lhe como cobaia e transferiu seu cérebro para um corpo de metal, revestido de uma pele de plástico e borracha. Seu coração foi substituído por uma bomba artificial, que pode ser alimentada por kryptonita.
Em 2009, Metallo foi classificado pela IGN como o 52.º maior vilão de desenhos em quadrinhos de todos os tempos. Em 2017, a Newsarama classificou-o como um dos dez maiores vilões do Superman de todos os tempos.